# Monastère Mor Marqos
Le monastère Mor Marqos ou Saint-Marc (en syriaque : Dayro d-Mor Marqos ܕܝܪܐ ܕܡܪ ܡܪܩܘܣ) est un monastère syriaque orthodoxe situé dans le Quartier arménien de la vieille ville de Jérusalem, sur la pente nord du mont Sion. Il est d'architecture romane. C'est le siège du Vicariat patriarcal syriaque orthodoxe de Jérusalem et de Terre Sainte.

## Historique

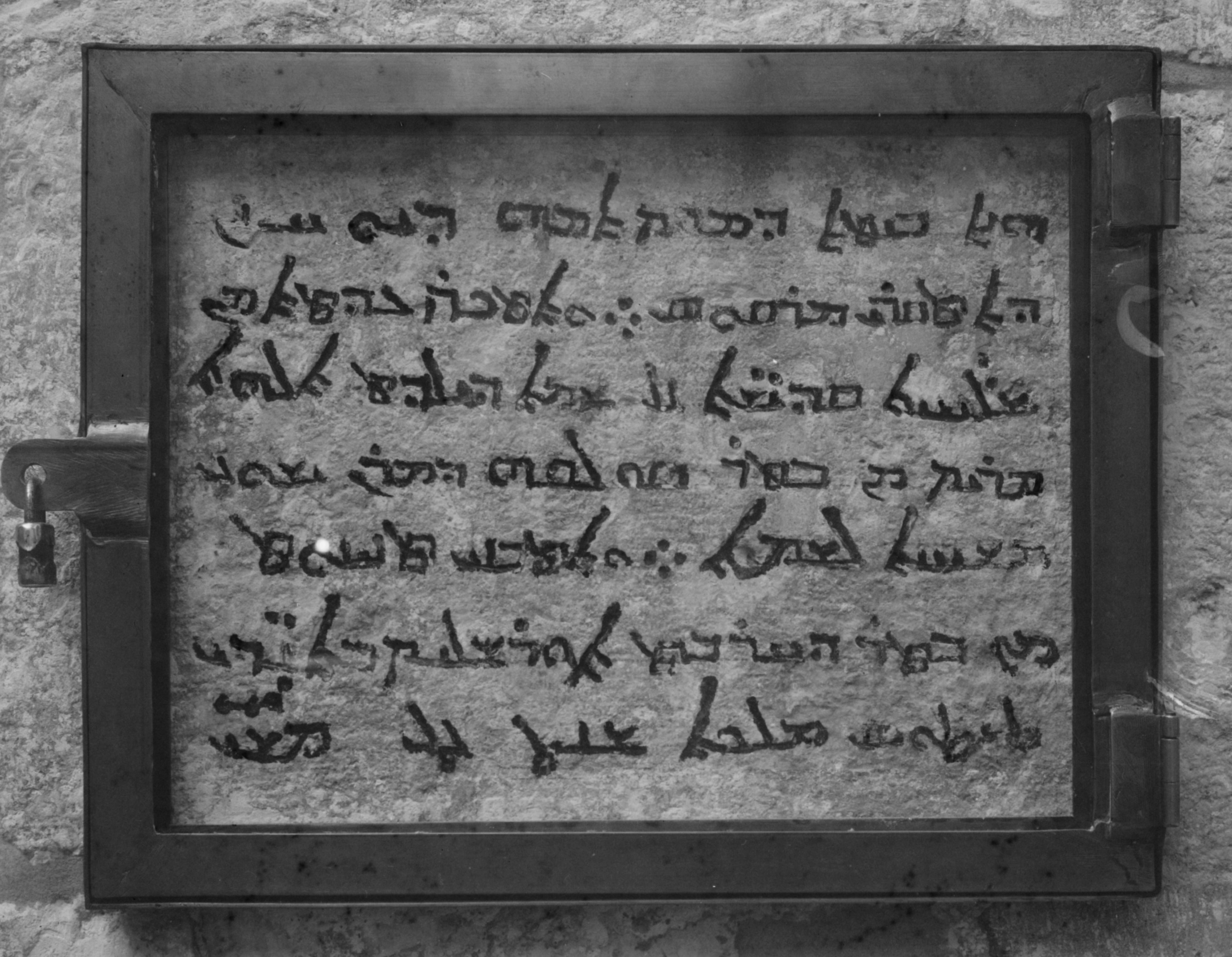
Inscription du VIe siècle en syriaque à propos de la fondation de l'église.

Le site est décrit et visité par le pèlerin de Bordeaux en 333, par Cyrille de Jérusalem en 348, par la pèlerine Silva d'Espagne en 385 et beaucoup d'autres. Situé, selon une tradition syriaque issue des Actes des Apôtres, à l'emplacement de la demeure de Marie, mère de Jean Marc, figure assimilée à Marc l’Évangéliste. Il est aujourd'hui le lieu de résidence du métropolite syriaque orthodoxe de Jérusalem avec sa chapelle Saint-Marc ouverte au public. 
Le monastère aurait été construit par les chevaliers croisés au XIIe siècle (comme le suggère son architecture médiévale) à l'emplacement d'une ancienne église et plusieurs fois remanié (en 1009, 1718, 1791, 1833, 1858, et 1940), afin notamment de préserver sa bibliothèque fameuse de manuscrits anciens. Les travaux les plus importants ont été commandés par Abdel Ahad Ben Fenah de Mardin en 1719 qui fait également restaurer les manuscrits. 
Une icône de Marie particulièrement révérée par les syriaques orthodoxes se trouve au-dessus des fonts baptismaux. Selon la tradition, elle date de l'époque évangélique et est peinte par l'évangéliste Luc. Le monastère prétend également détenir des reliques de saints et de la Sainte Croix.
Une inscription sur une plaque de pierre du VIe siècle est découverte en 1940 au monastère. Celle-ci indique : « Ceci est la maison de Marie, mère de Jean - appelé Marc. Grâce aux Saints Apôtres, cette église a reçu le vocable de la Vierge Marie, Mère de Dieu, après l'Ascension au ciel de Notre Seigneur Jésus-Christ. Elle a été reconstruite après la destruction de Jérusalem par l'empereur Titus en l'an 73. »
Selon une tradition tirée de l'Évangile attribuée à saint Luc, l'apôtre Pierre s'est réfugié ici chez la mère de Marc, après avoir été libéré de prison, où il avait été jeté par Hérode Agrippa. Des traditions plus tardives en font le lieu de la Cène et du baptême de la vierge Marie.